# Jutrzenka (zespół artystyczny)
Jutrzenka – harcerski zespół artystyczny działający w Kłodzku.
Zespół powstał w 1972 roku w ramach miejscowej drużyny Związku Harcerstwa Polskiego z inicjatywy druha harcmistrza Władysława Domagalskiego. Na jej pierwszego kierownika muzycznego powołano Władysława Zakrzewskiego, a na choreografa - Ryszarda Zgadzaja. W 1978 roku z okazji 5-lecia działalności zespołu, nadano mu sztandar. Grupa koncertowała m.in. w Czechach, Niemczech, Francji, Monako, Szwajcarii i we Włoszech. Realizowała rewię dziecięce, spektakle estradowe, brała udział w festiwalach, obchodach dni miasta, koncertach.
Od 2004 roku opiekunem zespołu jest Katarzyna Schick. Współcześnie zespół występuje w Kłodzku podczas festynów, wernisaży, wystaw, zabaw mikołajkowych, balów dziecięcych, z okazji Święta Niepodległości, wieczorów w klubach seniora i niewidomych. Członkami zespołu są dzieci w wieku 5-12 lat.